# Enos (bướm)
Enos là một chi bướm ngày thuộc họ Lycaenidae.